# Ryōichi Kuroda
Ryōichi Kuroda (黒田了一, Kuroda Ryōichi) 16 mars 1911 – 24 juillet 2003 était un juriste et un homme politique japonais, né à Suita, dans la préfecture d'Osaka.

## Débuts et carrière universitaire
Après avoir obtenu son diplôme de l'Université Impériale de Tohoku en 1933, Kuroda a été envoyé au Manchukuo pour être instructeur dans une académie militaire. Il a passé cinq ans dans un camp de travail en Sibérie avant de retourner au Japon en 1950, et il est devenu professeur de droit à l’Université municipale d'Osaka en 1956.

## Carrière politique
Kuroda a été élu gouverneur de la Préfecture d'Osaka en 1971, avec le soutien du Parti Parti social-démocrate et du Parti Communiste. En 1975, il devient le premier gouverneur à gagner sa réélection avec seulement le soutien du Parti Communiste. Il s'est présenté pour un troisième mandat en 1979, mais Sakae Kishi remporte l’élection.
Alors qu'il était gouverneur, Kuroda a pris des mesures antipollution et a introduit la gratuité des soins de santé pour les personnes âgées. Il a rejeté un projet de construction d'une base de missiles à Osaka, car il considérait que les Forces d'Auto-Défense étaient inconstitutionnelles.

## Fin de vie
Après son départ de la vie politique, Kuroda a travaillé comme avocat. Il est devenu membre de l'Association des Avocats Japonais pour la Liberté en 1981.
Il est décédé de pneumonie à l'âge de 92 ans.